# Palazzo Ravenna
Palazzo Ravenna, conhecido mais tarde como Caserma Cadorna, é um palácio localizado no número 45 da Via dell'Olmata, no rione Monti de Roma.
Atualmente o edifício é a sede da Guardia di Finanza romana. Seu nome é uma referência ao general Raffaele Cadorna, que, em setembro de 1870, comandou o corpo de exército que atravessou pela primeira vez a "brecha da Porta Pia" e ocupou Roma durante a unificação italiana.

## História
A origem deste palácio remonta ao período entre 1181 e 1187, quando o bispo de Palestrina, futuro papa Clemente III (r. 1187-1191), ordenou a construção de um palácio perto da Basílica de Santa Maria Maior para ser utilizado como residência de seus cônegos. O edifício tem uma forma de "L" e originalmente contava com um jardim interno. A primeira ampliação do edifício foi realizada pelo papa Nicolau V (r. 1447-1455), que o utilizou como Palácio Apostólico (Patriarchio Liberiano). Em 1584, o cardeal Boncompagni, arcipreste de Santa Maria Maior, utilizou o palácio para abrigar seus cantores. Com o papa Sisto V (r. 1585-1590), que patrocinou a abertura da Via Liberiana, parte do palácio original foi desmembrada e demolida. 
Depois, após várias dificuldades financeiras, uma parte do palácio foi vendida a Francesco Ravenna, um rico banqueiro originário de Chiavari, que se comprometeu a pagar aos religiosos um valor fixo anual. Em 1639, Ravenna finalmente comprou toda a propriedade, mandou demolir os edifícios e contruiu no terreno o seu próprio palácio. Em 1845, o Palazzo Ravenna estava sendo habitado pelos monges do Divino Amore. Em seguida, ele foi cedido pela Comuna de Roma às tropas francesas, que ali permaneceram entre 1850 e 1855. Durante o reinado do papa Pio IX, o edifício foi novamente vendido, desta vez para o "Ministério do Exército" da Câmara Apostólica", que reformou o edifício e o transformou na sede dos Carabinieri Pontifici.

## Descrição
Na Via dell'Olmata se abre o portal principal em arco decorado por um brasão com o símbolo do rione Monti e uma estrela. O portal está encimado por uma varanda com parapeito em ferro forjado. Ele dá acesso a um amplo pátio interno onde recentes escavações decobriram construções do período romano: uma casa romana (em latim: domus) e uma ínsula. No interior estão também os restos do antigo Patriarchio Liberiano, a residência dos cônegos de Santa Maria Maior.  Contudo, nada disto pode ser visitado, pois o local é hoje a sede da Guardia di Finanza.